# ريتشارد إس. جونسون
ريتشارد إس. جونسون (بالإنجليزية: Richard S. Johnson)‏ هو رسام أمريكي، ولد في 25 فبراير 1953 في شيكاغو في الولايات المتحدة.